# Keltska mitologija
Keltska mitologija je mitologija keltskega politeizma, religije železne dobe Keltov. Kot drugi Evropejci železne dobe so tudi zgodnji Kelti ohranili politeistično mitologijo in versko strukturo.
Čeprav je keltski svet na vrhuncu zajemal večino zahodne in srednje Evrope, ni bil politično poenoten, niti ni bilo nobenega bistvenega osrednjega vira kulturnega vpliva niti homogenosti; posledično je prišlo do velike razlike v lokalnih praksah keltske religije (čeprav se zdi, da so se nekateri motivi, na primer bog Lugh, razširili po celotnem keltskem svetu). Napisi več kot tristo božanstev so se ohranili, vendar se zdi, da je večina od njih bila genii locorum, torej lokalni ali plemenski bogovi, ki so jih redko častili. Navkljub temu, je iz virov mogoče razbrati, da je bila mitologija bolj poenotena, kot se zdi.